# Leptogorgia tenuis
Leptogorgia tenuis är en korallart som beskrevs av Addison Emery Verrill 1863. Leptogorgia tenuis ingår i släktet Leptogorgia och familjen Gorgoniidae. Inga underarter finns listade i Catalogue of Life.